# Jonathan Hornblower
Jonathan Hornblower (5. juli 1753 – 23. februar 1815) var en engelsk pioner af dampkraft.

## Personlige liv
Som søn af Jonathan Hornblower den Ældre og bror til Jabez Carter Hornblower, to medpionerer, blev den unge Hornblower uddannet på Truro Grammar School. Han blev døbt i Trelever den 25. juli 1773, 20 år gammel, idet han og hans familie var meget involveret i baptistkirker i Cornwall, og stod i lære hos en metalarbejder i Penryn. Han giftede sig to gange, først med sin kusine Rosamund Phillips i 1775 og senere med Elizabeth Jordan. Han fik sammen med Elizabeth to overlevende døtre, Rosamund i 1789 og Elizabeth i 1790. Han døde den 23. februar 1815 og ligger begravet på St. Gluvias kirkegård.

## Compound-dampmaskinen
Han opfandt compound-dampmaskinen i 1781, som han den 16. juli samme år patenterede. Denne type af maskine har to cylindre, hvilket er en videreudvikling fra de enkelte lavtryks, kondenserende maskiner fra Newcomen og senere Watt (der introducerede den separate kondensator). Maskiner introducerede en højtrykscylinder før lavtrykscylinderen. Princippet er, at dampen først udvider sig i højtrykscylinderen og derefter igen udvider sig i lavtrykscylinderen. Han blev, på trods af at dette var en revolutionerende ny dampteknologi, desværre forhindret i at anvende sin opfindelse på grund af en retssag mod James Watt (Boulton & Watt) om intellektuel ejendomsret. Hans princip om en sammensat motor princip blev først i 1804 genoplivet af Arthur Woolf efter, at Boulton og Watts patent var udløbet. Hornblowers sammensatte motorprincip bidrog væsentligt til stigningerne i dampmaskinens effektivitet, og lagde grundlaget for ekspansionsmotoren.
Se også McNaught'ede dampmaskiner

## Roterende motor
Efter patentsagen mod Boulton & Watt fik Hornblower en idé til en ny slags roterende motor. I flere år arbejdede han på den, hvorefter han den 5. juni 1798 fik patent på designet. Motorens konstruktion var den hidtil mest komplekse, men som tidligere løb han igen ind i problemer med Watts patenter, der omhandlende disse emner.

## Dobbeltslagsventilen
Omkring 1800 opfandt han dobbeltslagsdampventilen. Denne ventil er en type tallerkenventil, som med en minimal kraft, der normalvis betjenes af udløserventilgear, kan åbne mod et højt tryk. Ventilen fandt anvendelse i jernbanelokomotiver, balanciere, græshoppemotorer og hjuldampere, og den blev meget udbredt i løbet af det 19. århundrede.